# Бану Азд
Бану Азд — арабское племя, происходящее с южной оконечности Аравийского полуострова и относящееся к кальбитам. Впоследствии из них выделились племена Аус, Нуайм, Хазрадж и Шаммар.

## История
Являясь коренными обитателями Йемена, аздиты долгое время не покидали региона. Во II в. из аздитов выделилось несколько родов, мигрировавших на плато Неджд; впоследствии они стали известны как шаммариты. Около 300 г. от аздитов обособилось ещё несколько родов, оформивших бану Кайла и мигрировавших в Мекку; впоследствии они разделились на бану ал-Хазрадж и бану Аус. Оставшаяся часть исходного племени сама мигрировала в Оман не позднее середины V в. Война между ауситами и хазраджитами, начавшаяся за 120 лет до проповедей Мухаммада, в которой аздиты заняли нейтральную по отношению к дочерним племенам сторону, и определяет верхнюю границу срока их переселения в новый регион.
Первые годы распространения ислама в Аравии не коснулись аздитов в силу их удалённости от Медины, однако именно в это время была разорвана их связь с дочерними племенами — враждовавшие ранее хазриджиты и ауситы примирились на почве новой религии и сформировали ядро ансаров. Вскоре, в 630 г., исламизировалось и бану шаммар, вследствие чего многобожники-аздиты остались на юге Аравии в меньшинстве. Менее чем за год, то есть до конца 631 г., аздиты были разбиты молодой мусульманской общиной и были включены в неё.
После смерти Пророка вождь аздитов, Лакит ибн Малик ал-Йазди, отложился от Халифата. Не имеется никаких прямых указаний, претендовал ли он на роль нового пророка — как делали это Маслама, вождь ханифитов, или Саджах, вождь тамимитов. Ат-Табари сообщает лишь, что «он утверждал то, что утверждают пророки», награждая ал-Йазди эпитетом «Зу-т-Тадж», то есть «носящий корону» — однако этот намёк на претензию на мессианство не абсолютен. Для Абу Бакра достаточно было и того, что аздиты отложились от Халифата, перестали выплачивать харадж и садаку. Войскам, посланным Абу Бакром, аздиты оказали упорное сопротивление, оттеснив их в гористую часть провинции. Аздиты нанесли ряд существенных поражений правительственному войску Джафара б. Убайды и лишь прибытие 'Икрима б. Абу Джахля спасло мусульман от разгрома. Финальная битва состоялась при Дабе в конце ноября 632 г. и завершилась тяжёлой победой мусульман. Побеждённым предложили вернуться в ислам, однако, и будучи разбиты, не все аздиты пожелали покоряться. По ат-Табари, раскол внутри аздитов прошёл в примерно равных соотношениях — около половины племени приняло ислам, остальная половина была перебита.
После налоговой реформы Умара б. ал-Хаттаба, согласно которой жалованье начислялось в зависимости от стажа в исламе и заслуг перед религией, аздиты, как и иные отпадавшие от ислама арабские племена, оказались обделены в финансовом плане. В то время как участники битвы при Бадре получали 5 тыс. дирхемов жалования, а их жёны — по 500 дирхемов, наиболее отличившиеся аздиты могли рассчитывать на 2 тыс. дирхемов жалования для себя и 200 дирхемов для своих жён. Как и представителям иных племён, отпадавших от ислама в после смерти Пророка, аздитам были не рады на любых государственных постах. Это, наряду с другими факторами, определило дальнейшую роль аздитов в истории Халифата. Аздиты активно участвовали в последовавших завоевательных походах времён Праведных халифов — как против государства Сасанидов, так и против Византии. В ходе Первой фитны аздиты заняли нейтральную позицию, хотя и поставляли воинов в войско Али б. Абу Талиба. Отмечено участие аздитов в завоевании Ирака, Ирана и Мавереннахра — однако об участии их в более дальних походах не упоминается. Во время любых волнений и восстаний аздиты стремились занимать позицию, противную кажущейся узурпации — так, они не поддержали восстания ни детей ал-Мухаллаба, ни Кутайбы б. Муслима, ни волнения в Ифрикийе.
Будучи типичными кальбитами, аздиты склонялись к идее общемусульманского государства — в противовес кайситам, видевшим арабов титульной нацией Халифата. Живя на краю мусульманского мира, аздиты воздерживались от активного участия в политической жизни страны, не примыкая ни к каким группировкам, рвущимся к власти. После падения Умаййадов в 750 г. вожди аздитов, поначалу поддерживавшие про-аббасидскую идеологию, отпали от Аббасидского государства, приняв ибадизм — прежде всего потому, что данное течение отличалось и от шиизма, и от суннизма, и от хариджизма. Оманский имамат, где аздиты составляли подавляющее большинство населения, сохранял независимость почти полтора столетия — вплоть до кратковременного завоевания его в конце X в. аббасидскими войсками. К освобождению Омана в XI в. аздиты утратили влияние в стране, уступив его племени набхан.